# مهدی مشایخی
مهدی مشایخی (۱۲۸۴ تهران - ۱۳۶۴) شهردار تهران و نماینده شهر ری در مجلس شورای ملی بود.
خدمات دولتی را اداره ثبت اسناد و پس از گذراندن دوره آغاز کرد. به ریاست ثبت شهر ری و شمیران و تهران و سپس معاونت کل ثبت اسناد رسید. سپس به وزارت دارایی منتقل و رئیس اداره مالیات بر درآمد شد. در انتخابات دوره چهاردهم مجلس شورای ملی در سال ۱۳۲۲ شرکت کرد اما موفق نشد.
به مشایخی معاونت شهرداری تهران پیشنهاد شد اما نپذیرفت و به کار آزاد پرداخت. در این میان او به قوام‌السلطنه نزدیک شد و پس از آنکه قوام‌السلطنه در بهمن ۱۳۲۴ به نخست‌وزیری رسید او را در ۲۹ اسفند همان سال به شهرداری تهران منصوب کرد.
مشایخی در حالی که هنوز شهردار تهران بود، در انتخابات دوره پانزدهم مجلس شورای شرکت کرد و به نمایندگی انتخاب شد اما در مجلس سید ابوالحسن حائری‌زاده و حسین مکی که خودش در فروردین و اردیبهشت ۱۳۲۵ معاون مشایخی در شهرداری تهران بود، به اعتبارنامه‌اش اعتراض کردند. مکی مدارکی از سوءاستفاده مالی و سوءمدیریت مشایخی در شهرداری تهران، بویژه در زمینه مقاطعه دادن آسفالت شهر، لوله‌کشی آب و برق‌رسانی و اداره شیرخوارگاه و تیمارستان و گورستان عرضه کرد و حائری‌زاده هم از مشایخی با عنوان نوکر قوام نام برد. سرانجام پس از دو جلسه مذاکره طولانی، نمایندگان به اعتبارنامه مشایخی رأی دادند و او به مجلس راه یافت. فردای رأی‌گیری در روزنامه آتش گزارشی منتشر شد که در خانه عبدالحسین نیک‌پور نماینده تهران ۱۳۰ هزار تومان به نمایندگان مخالف با مشایخی داده شده است تا به اعتبارنامه او رأی موافق بدهند.
مشایخى پس از مرداد ۱۳۳۲ در دوره‌های هجدهم و نوزدهم نیز نماینده مجلس شد. در اواخر عمر در تنهایى در یكى از هتل‏هاى تهران زندگى مى‏‌كرد.